# Мадура (острво)
Мадура (индон. Madura) је индонежанско острво површине 5.250 km² у провинцији Источна Јава. Налази се северно од источног дела острва Јава, близу града Сурабаја.
На Мадури живи око 4 милиона људи. Од 16. века муслимани су највећи део становништва. Језик који је највише у употреби је мадурски.
Главне привредне активности на Мадури су пољопривреда и рибарство.